# Kasper Enghardt
Kasper Enghardt Pedersen (Gladsaxe, 27 maggio 1992) è un calciatore danese, difensore o centrocampista dell'Hillerød.

## Palmarès

### Club

#### Competizioni nazionali
- 2. Division: 1

Helsingør: 2014-2015